# Acropora gomezi
Acropora gomezi е вид корал от семейство Acroporidae.

## Разпространение
Видът е разпространен в Австралия, Индонезия, Малайзия, Папуа Нова Гвинея, Сингапур, Соломонови острови, Тайланд и Филипини.

## Описание
Популацията им е намаляваща.